# 磯野千尋
磯野 千尋（いその ちひろ、4月22日 - ）は、元宝塚歌劇団専科の男役。元花組組長。
愛知県名古屋市守山区、府立桜塚高等学校出身。身長166cm。愛称は「ソルーナ」。

## 来歴
1972年、宝塚音楽学校入学。
1974年、宝塚歌劇団に60期生として入団。入団時の成績は15番。星組・花組合同公演「清く正しく美しく／虞美人」で初舞台。
1975年、花組に配属。
下級生の頃より華やかなダンスで注目を集め、同期の大浦みずきとダンスシーンで活躍する。
1991年11月30日付で花組副組長に就任。
1993年6月29日付でダンス専科へ異動となる。
1997年12月30日付で花組へ異動となり、花組組長に就任。
2000年10月1日付で再び専科へ異動となる。
専科異動後も各組に特別出演し、渋いダンディな男役として様々な役を演じてきたが、2013年7月21日、壮一帆・愛加あゆトップコンビ大劇場お披露目となる雪組「ベルサイユのばら」東京公演千秋楽をもって、宝塚歌劇団を退団。

## 宝塚歌劇団時代の主な舞台

### 初舞台
- 1974年3 - 4月、星組・花組合同『清く正しく美しく』『虞美人』（宝塚大劇場のみ）

### 花組時代
- 1976年8月、『うつしよ紅葉』／『ノバ・ボサ・ノバ』新人公演：ピエロ（本役：錦乃花代）
- 1978年2月、『風と共に去りぬ』新人公演：北軍の伍長（本役：央いおり）
- 1979年1月、『遙かなるドナウ』（新宿コマ劇場）新人公演：グスタフ大僧正（本役：麻月鞠緒）／ウェルナー（本役：清川はやみ）／『エコーズ』
- 1979年3月、『花影記』／『紅はこべ』新人公演：プリンス・オブ・ウェールズ（本役：麻月鞠緒）／ヘンスティングス（本役：室町あかね）
- 1979年5月、『ヴェロニック』（西武劇場）エドモン
- 1979年11月、『舞え舞え蝸牛』新人公演：弁少将藤原信綱（本役：但馬久美）／『ビューティフル・シティ』
- 1980年5月、『花小袖』新人公演：笛丸（本役：汐見里佳）／『プレンティフル・ジョイ』
- 1980年11月、『友よこの胸に熱き涙を』新人公演：オットー（本役：但馬久美）／『ザ・スピリット』
- 1981年8月、『YOU・ME』（バウ）
- 1983年8月、『マイ・シャイニング・アワー』（バウ）Mr.ペイ
- 1984年2月、『琥珀色の雨にぬれて』ピエール／『ジュテーム 』
- 1984年8月、『名探偵はひとりぼっち』ブルームーン／『ラ・ラ・フローラ』
- 1985年6月、『ジャパン・ファンタジー』／『ドリームズ・オブ・タカラヅカ』（ハワイ）
- 1985年9月、『テンダー・グリーン』ソーリー／『アンドロジェニー』
- 1986年6月、『真紅なる海に祈りを』アグリッパ／『ヒーローズ』
- 1987年4月、『真紅なる海に祈りを』アグリッパ／『ヒーローズ』（全国ツアー）
- 1987年8月、『あの日薔薇一輪』ジョージ・サルート／『ザ・レビュースコープ』
- 1988年3月、『キス・ミー・ケイト』ラルフ
- 1988年9月、『宝塚をどり讃歌'88』／『フォーエバー!タカラヅカ』
- 1989年1月、『会議は踊る』フォン・シュリバー護衛長官／『ザ・ゲーム』
- 1989年2月、『硬派・坂本竜馬!』（バウ）近藤勇
- 1989年6月、『ロマノフの宝石』シュライバー／『ジタン・デ・ジタン』
- 1989年9月、『春ふたたび』／『ザ・レビュースコープ'89』（全国ツアー）佐衛門
- 1990年2月、『ロマノフの宝石』シュライバー／『ジダン・デ・ジタン』（中日劇場）
- 1990年3月、『ベルサイユのばら－フェルゼン編－』プロヴァンス伯爵
- 1990年5月、『美しき野獣』（バウ・東京特別・名古屋特別）トレーナー／指揮者
- 1990年9月、『秋…冬への前奏曲』アドロン／『ザ・ショーケース』
- 1991年1月、『春の風を君に…』遜／『ザ・フラッシュ!』
- 1991年6月、『ヴェネチアの紋章』大使ピエトロ・ゼン／『ジャンクション24』
- 1991年9月、『ベルサイユのばら』（全国ツアー）プロヴァンス伯爵
- 1992年1月、『ドニエプルの赤い罌粟』（バウ）シフ
- 1992年2月、『白扇花集』／『スパルタカス』ルベリウス
- 1992年4月、『小さな花がひらいた』大六／『ジャンクション24』（全国ツアー）
- 1993年2月、『メランコリック・ジゴロ』ベルチェ／『ラ・ノーバ!』
- 1993年4月、『ル・グラン・モーヌ -失われし日々-』（バウ）ガナシュ
- 1993年8月、『ベイ・シティ・ブルース』キング・ハーヴェイ／『イッツ・ア・ラブ・ストーリー』
- 1994年2月、『ベイ・シティ・ブルース』キング・ハーヴェイ／『イッツ・ア・ラブ・ストーリー』（中日）

### 専科時代
- 1994年11月、『燃える愛の翼 -ミ・アモール-』（星組・バウ、東京特別、名古屋特別）ガルデス
- 1995年3月、『国境のない地図』（星組）カウフマン
- 1996年3月、『HURROCANE』（花組・バウ、東京特別、名古屋特別）ドナルド
- 1996年12月、『RYOMA -硬派・坂本竜馬!II-』（花組・ドラマシティ、東京特別）近藤勇、山内容堂
- 1997年9月、『Elegy 哀歌』（星組・バウ）グルマン王

### 花組時代
- 1998年2月、『ザッツ・レビュー』（中日）松方権之進
- 1998年3月、『ヴェロニック』（バウ、東京特別）ルストー
- 1998年8月、『SPEAKEASY』ウォーカー牧師／『スナイパー -恋の狙撃者-』（東宝）
- 1998年10月、『春ふたたび』左衛門／『サザンクロス・レビュー』（全国ツアー）
- 1999年1月、『夜明けの序曲』ジョージ・モルガン
- 1999年3月、『冬物語』（バウ）彦三郎
- 1999年6月、『ロミオとジュリエット 99』（バウ）キャピュレット
- 1999年8月、『タンゴ・アルゼンチーノ』ロベール／『ザ・レビュー'99』
- 2000年2月、『タンゴ・アルゼンチーノ』ロベール／『ザ・レビュー IV』（中日）
- 2000年4月、『源氏物語 あさきゆめみし』桐壺帝／『ザ・ビューティーズ!』
- 2000年9月、『トム・ジョーンズの華麗なる冒険』（バウ、東京特別）オールワジィ

### 専科時代
- 2001年3月、『プロヴァンスの碧い空』（月組・東京特別）アレキサンドル・モォヴァル
- 2001年4月、『マノン』（花組・バウ、東京特別）オリベイラ伯爵
- 2001年10月、『血と砂』（月組・バウ、東京特別）ペスカデロ
- 2002年4月、『カステル・ミラージュ』（宙組・全国ツアー）アントニオ
- 2002年10月、『エリザベート』（花組）グリュンネ伯爵
- 2003年3月、『恋天狗』（雪組・バウ）庄屋
- 2003年6月、『アメリカン・パイ』（雪組・バウ、東京特別）マスター
- 2003年10月、『白昼の稲妻』（宙組）シモン
- 2004年4月、『愛しき人よ』（月組・バウ、東京特別）オリバー・ヒッツフェルト
- 2004年9月、『花供養』（雪組・日生劇場）公覚尼
- 2005年2月、『エリザベート』（月組）グリュンネ伯爵
- 2005年9月、『龍星』（星組・ドラマシティ、東京特別）李宰相
- 2006年2月、『想夫恋 -言の葉もなき、君の心-』（月組・バウ）藤原隆季
- 2006年3月、『NEVER SAY GOODBYE－ある愛の軌跡－』（宙組）コマロフ
- 2006年12月、『ヘイズ・コード』（星組・ドラマシティ、東京特別）サミュエル・マカドゥ
- 2007年5月、『エリザベート』（雪組）ツェップス
- 2007年9月、『専科 エンカレッジコンサート』（バウ）
- 2007年10月、『シルバー・ローズ・クロニクル』（雪組・ドラマシティ、東京特別）テリー・モートン
- 2007年12月、『HOLLYWOOD LOVER』（月組・バウ、東京特別）ウォルター・ローガン
- 2008年3月、『赤と黒』（星組・ドラマシティ、東京特別、名古屋特別）ピラール校長
- 2008年9月、『グレート・ギャツビー』（月組・日生劇場）ジョージ・ウィルソン
- 2008年11月、『夢の浮橋』夕霧／『Apasionado!!』（月組）
- 2009年3月、『二人の貴公子』（月組・バウ）ペイリトオス
- 2009年6月、『太王四神記』（星組）ヨン・ガリョ
- 2009年11月、『カサブランカ』（宙組）フェラーリ
- 2010年3月、『Je Chante -終わりなき喝采-』（宙組・バウ）アンリ・ヴァルナ
- 2010年10月、『愛と青春の旅だち』（星組）校長
- 2011年3月、『記者と皇帝』（宙組・東京特別、バウ）ジョシュア・ノートン
- 2011年4月、『ニジンスキー〜奇跡の舞神〜』（雪組・バウ、東京特別）レオン・バクスト
- 2012年2月、『エドワード8世－王冠を賭けた恋－』ジョージ5世／『Misty Station －霧の終着駅－』（月組）
- 2012年8月、『銀河英雄伝説@TAKARAZUKA』（宙組）リヒテンラーデ／ムーア中将（2役）
- 2013年1月、『銀河英雄伝説@TAKARAZUKA』（宙組・博多座）皇帝フリードリヒIV世／ムーア中将／グリーンヒル
- 2013年4月、『ベルサイユのばら』（雪組）ルイ16世 退団公演[2]

## 宝塚歌劇団退団後の主な活動

### 舞台
- 2014年11月、『CHICAGO TAKARAZUKA 100th Anniversary OG version』（東京国際フォーラム、梅田芸術劇場、刈谷市総合文化センター）エイモス・ハート
- 2016年7月、『CHICAGO 宝塚歌劇OGバージョン』（神奈川芸術劇場、ディヴィッド・H・コーク劇場、東京国際フォーラム、梅田芸術劇場）エイモス・ハート
- 2016年12月・2017年1月、『エリザベート　TAKARAZUKA20周年　スペシャル・ガラ・コンサート）』（梅田芸術劇場、オーチャードホール）グリュンネ伯爵